# ديفيد بال
ديفيد بال (بالإنجليزية: David Ball)‏ هو قسيس أمريكي، ولد في 11 يونيو 1926 في ألباني في الولايات المتحدة، وتوفي في 18 أبريل 2017.